# Enrique Blasco
Enrique Blasco (Barcelona) va ser un ciclista català que va córrer professionalment als anys 40 del segle xx. Va participar en 7 edicions de la Volta a Catalunya.